# Wilhelmina Louisa de Hessa-Darmstadt
Marea Ducesă Natalia Alexeievna a Rusiei (25 iunie 1755 – 15 aprilie 1776) a fost prima soție a viitorului țar Pavel I al Rusiei, singurul fiu al împărătesei Ecaterina a II-a. S-a născut ca Prințesa Wilhelmina Louisa de Hesse-Darmstadt la Prenzlau, Uckermark, Brandenburg, Prusia și a fost al cincilea copil al Landgrafului Ludovic al IX-lea de Hesse-Darmstadt și a soției lui, Caroline de Zweibrücken.

## Arbore genealogic
1. ↑  The Peerage